# Pyrgopolon differens
Pyrgopolon differens är en ringmaskart som först beskrevs av Augener 1922.  Pyrgopolon differens ingår i släktet Pyrgopolon och familjen Serpulidae. Inga underarter finns listade i Catalogue of Life.